# Diversidad sexual en Guinea Ecuatorial
Las personas LGBTI en Guinea Ecuatorial se enfrentan a desafíos legales y sociales no experimentados por otros residentes. La homosexualidad es legal, no obstante, no existen amplias protecciones legales contra la discriminación sobre la base de la orientación sexual o identidad de género, mientras que las parejas del mismo sexo no gozan de los derechos otorgados a las parejas heterosexuales.
Hasta 2019, el gobierno de Guinea Ecuatorial había tomado como postura la negación de la existencia de la homosexualidad en el país y evitaba abordar el tema. Sin embargo, a partir de ese año, el gobierno cambió de postura y adoptó una política hostil contra las personas LGBT, luego de que activistas locales denunciaran a nivel internacional la falta de garantías legales para proteger sus derechos. Como parte de este cambio, el gobierno emitió un decreto en el que calificó a la homosexualidad como un «peligro para la sociedad» y de ser una práctica que «atenta contra la cultura y moralidad pública». Desde entonces, la persecución estatal contra personas LGBT ha aumentado, amparada en la Ley de vagos y maleantes que Guinea Ecuatorial heredó del tiempo en que era colonia española. El gobierno ha además adoptado estrategias de hostigamiento contra activistas LGBT y suspendido programas de televisión que dieran miradas positivas sobre la diversidad sexual.
El nuevo Código Penal adoptado en 2022 prohíbe la discriminación laboral en base a la orientación sexual de una persona, siendo la primera norma legal que protege explícitamente a las personas lesbianas, gais y bisexuales.

## Legislación

### Legalidad de la actividad sexual entre personas del mismo sexo
Los actos homosexuales entre adultos, por mutuo consentimiento y dentro del ámbito privado, tanto masculinos como femeninos, nunca han sido criminalizados por el código penal ecuatoguineano, ni se hace mención en contra de la homosexualidad en ninguna otra ley desde su formación como estado soberano tras su independencia en 1968. El Código Penal vigente en Guinea Ecuatorial, que data de 1963, es una revisión del Código Penal español que se remonta a la época franquista, y se le realizaron algunas modificaciones en 1967 a través de la Ley N.º 2; este Código no contiene disposiciones específicas sobre actos sexuales entre adultos del mismo sexo.
Sin embargo, el artículo 358 del Código de Justicia Militar vigente establece "El militar que comete actos deshonestos con individuos del mismo sexo, será castigado con la pena de seis meses y un día a seis años de prisión. Cualquiera que sea la pena impuesta por este delito llevará siempre consigo la separación del servicio."
Existieron reportes en 2019 de la preparación de una Comisión Mixta en el parlamento ecuatoguineano para redactar un «Anteproyecto de Ley Reguladora de la Prostitución y el Derecho de los Homosexuales», el cual según organizaciones defensoras de la diversidad sexual buscaría reducir los derechos de las personas LGBT. El Observatorio Aprofort recomendó al gobierno en 2020 retirar dicho proyecto de ley, señalando que sería inconstitucional.

### Reconocimiento de uniones del mismo sexo
La legislación ecuatoguineana no reconoce ni el matrimonio entre personas del mismo sexo ni la unión civil, en consecuencia, no existe reconocimiento a la familia homoparental.

### Adopción
La Ley 2/2021 sobre Adopción de Menores en la República de Guinea Ecuatorial, no prohíbe explícitamente la adopción individual por parte de personas homosexuales. Según la norma legal, solo pueden adoptar conjuntamente las parejas casadas. Para tramitar legalmente una solicitud de adopción el solicitante debe presentar Certificado de idoneidad, emitido por los Servicios Sociales, y avalado por el Fiscal competente e, Informes Psicosociales, emitidos por la Sección Psicosocial de los Servicios Sociales. Sin embargo, al no existir protecciones legales de personas LGBT, acceder a estos documentos siendo abiertamente homosexual o transgénero resulta improbable.

### Legislación contra la discriminación
No existe disposiciones legales que protejan contra todo acto discriminatorio basado en la orientación sexual o la identidad de género. Sin embargo, a partir del 15 de noviembre de 2022, el artículo 364(2) del nuevo Código Penal prohíbe la discriminación en el empleo contra cualquier persona sobre la base de su orientación sexual.
Además, la Ley 1/2016 de Protección de Datos Personales establece en sus artículos 10 y 41 la protección de los datos personales relacionados con la "vida sexual" que implique discriminación.

## Situación social
Aunque la homosexualidad es un tema tabú al interior de la sociedad ecuatoguineana, es en Malabo, la capital nacional y el área más poblada, donde existe un ambiente más favorable hacia la comunidad LGBT.

### Condiciones de vida
Según el Reporte de Derechos Humanos elaborado por el Departamento de Estado de los Estados Unidos en 2010, encontró que «no existen leyes que criminalicen la homosexualidad, de todos modos, la estigmatización social y la discriminación arraigada contra los gay y lesbianas ha sido fuerte, mientras que el gobierno ha hecho pocos esfuerzos para combatir la discriminación».
A pesar de no estar criminalizada, la homosexualidad sigue siendo perseguida por las autoridades. En julio de 2014 el canal de televisión AsongaTV exhibió a 4 jóvenes que fueron detenidos por supuestamente realizar actos homosexuales, quienes fueron forzados a dar declaraciones ante las cámaras.